# الغابة النروجية (رواية)
الغابة النروجية (باليابانية: ノルウェイの森) هي رواية لهاروكي موراكامي، صدرت باللغة اليابانية في 1987 في اليابان. ترجمها إلى العربية سعيد الغانمي، وقام بنشرها المركز الثقافي العربي في 398 صفحة.

## نبذة
العنوان مستوحى من اسم أغنية شهيرة أدتها فرقة البيتلز عام 1965م، إذ مما جاء في هاته الأغنية: "مرة كانت لي حبيبة، أو كنت أنا لحبيبتي" يسمعها بطل الرواية "واتانابي" وهو في السابعة والثلاثين من عمره، فيغمره الشوق وتجذبه الذكريات، افتتح الرواية بالحديث عن شيء من هذا قائلا: (ما إن حطت الطائرة على الأرض، حتى بدأت موسيقى ناعمة تنبعث من معزوفة عذبة من معزوفات الخنافس: "الغابة النرويجية" كان اللحن دائما يبعث في رجفة من نوع ما، لكنه هزني هذه المرة أقوى من السابق) الرواية ص: 7. في هاته الرواية، انتحرصديق واتانابي الحميم، وانتحرت حبيبته ناوكو، دخل "واتانابي" في صدمة غيرت تفكيره تجاه الموت الذي أصبح يعتبره جزءا من الحياة، وليس نقيضا لها، فالموت حاضرفي كل صفحات الكتاب.

## الشخصيات
- واتانابي : شاب جامعي، درس الدراما والمسرح، ويهوى الموسيقى الغربية، يرتبط في بداية عقده الثاني بحبيبتين مختلفين في طباعهما
- ناوكو حبيبة واتانابي الأولى وحبيبة سابقة لصديقه "كيزوني" تعاني هذه الفتاة اضطرابات عاطفية بسبب عجزها عن مجاوزة فقدان "كيزوني"، وتنتحر بدورها
- ميدورا حبيبة واتانابي الثانية: وهي أكبر منه سنا ومفعمة بالحياة، تقع في حب واتانابي وتمتد علاقتهما طويلا دون أن تكتمل.
- كيزوني صديق واتانابي الدي انتحر
- ناغاساوا شاب أصبح صديقا للبطل بسبب قراءاتهم المشتركة

## الكونية
نجح موراكامي في التعبيرعن فكرة الكونية إد أن الطريقة الوحيدة في بلوغ ما هو كوني تكمن في ضرورة انشغالنا بما يخصنا، تماما كنا عبر عن ذلك المفكر سيوران. استطاع موراكامي وصف العالم من خلال ما يدور بداخل بطل روايته، حيث الحروب انتقلت من الساحات المفتوحة إلى داخل النفس المضطربة المهزوزة والأنانية. وبهدا اقتربت أكثر من كونية الإنسان. وفي هذا الصدد، كانت مشكلة "ناوكو" في عجزها عن الوصول إلى الصيغة الكونية، بقيت تبحث عن المعنى في الخارج، بينما كان العالم يقبع بداخلها.

## اقتباس
الموت موجود لا بصفته نقيضا للحياة بل بوصفه جزء منها.
لقد انتهيت ككائن بشري. كل ما تراه هو مجرد ذكرى متبقية مما تعودت أن أكونه. مات أهم جزء مني، ما كان في داخلي، منذ سنين.